# 阿索斯
阿索斯（希臘語： 拉丁語：），又称为贝赫拉姆卡莱（土耳其語：Behramkale），是位于今土耳其恰纳卡莱省艾瓦哲克的一个历史名城，古希腊哲学家亚里士多德离开雅典柏拉图学院后曾与色诺克拉底前往當地建立学院，受当地国王赫米阿斯欢迎并迎娶了他的养女，亦在当地广泛研究生物学和动物学。